# ناثانيل كلارك والاس
ناثانيل كلارك والاس هو سياسي كندي، ولد في 21 مايو 1844، وتوفي في 8 أكتوبر 1901 في كندا. حزبياً، نشط في حزب كندا المحافظ. وقد انتخب عضو مجلس العموم الكندي.